# Let the Good Times Roll
Let the Good Times Roll ist ein Song, der erstmals 1946 von Louis Jordan and his Tympany Five veröffentlicht wurde. Der Song wurde geschrieben von Sam Theard, einem in New Orleans geborenen Bluessänger, und laut Copyright-Eintragung von Fleecie Moore, Louis Jordans dritter Ehefrau. Doch war wahrscheinlich Jordan selbst der Autor, da er oft den Namen seiner Frau angab, um Restriktionen beim Veröffentlichen zu umgehen. Der Song wurde zu einem Standard des Rhythm & Blues und wurde von zahlreichen Musikern gecovert. In den „Race Records“ Charts des Billboard erreichte er Platz zwei.
Coverversionen gibt es unter anderen von B. B. King, Ray Charles (diese Version wurde 1961 mit dem Grammy als beste Rhythm-and-Blues-Darbietung ausgezeichnet), Jerry Lee Lewis, Delbert McClinton, Ben E. King, Alexis Korner’s Blues Incorporated, Koko Taylor and Her Blues Machine und der Climax Blues Band.
Den Songtitel wählte auch der englische Jazz-Autor John Chilton für seine Jordan-Biografie aus, ebenso B. B. King für sein Tributalbum an Louis Jordan (Let the Good Times Roll: The Music of Louis Jordan).